# McElroy Glacier
McElroy Glacier är en glaciär i Antarktis. Den ligger i Östantarktis. Nya Zeeland gör anspråk på området. McElroy Glacier ligger 394 meter över havet.
Terrängen runt McElroy Glacier är varierad. Trakten är obefolkad. Det finns inga samhällen i närheten. 